# Парламентские выборы во Франции (1958)
Парламентские выборы 1958 года во Франции состоялись 23 и 30 ноября. На них было избранo первoe Национальное собрание Пятой республики. Это были первые выборы после того, как в результате глубокого политического кризиса во Франции, вызванного войной в Алжире, в результате референдума Шарль де Голль превратил Францию из парламентской республики в президентскую, что и получило название Пятая республика. Эти парламентские выборы проходили всего за месяц до президентских выборов.

## Контекст выборов и их последствия
С 1954 года Четвёртая республика находилась в пучине алжирской войны. В мае 1958 христианский демократ Пьер Пфлимлен был выбран премьер-министром. Он выступал за переговоры с алжирскими националистами. Однако, он пробыл на своём посту лишь несколько недель. Уже 13 мая в Алжире начались беспорядки, поддержанные армией. Было сформировано повстанческое правительство для защиты «Французского Алжира». На следующий день генерал Массю потребовал передачи власти генералу де Голлю.
Франция оказалась перед угрозой гражданской войны. Восставшие генералы взяли контроль над Корсикой. В процессе переговоров в Париже был найден компромисс. Шарль де Голль заменил 1 июня на посту премьер-министра Пьера Пфлимлена с правом разработки новой Конституции. Только коммунисты и левоцентристы, такие как Пьер Мендес-Франс и Франсуа Миттеран выступали с резкой критикой «путча против Республики».
На референдуме 28 сентября новая Конституция была утверждена 79,2% голосами избирателей. Пятая республика была образована. Парламентские выборы должны были пройти в два тура. Сторонники Шарля де Голля основали Союз за Новую республику, который стал основной парламентской партией в новом парламенте.
Шарль де Голль был избран президентом 21 декабря 1958 года, а его министр юстиции Мишель Дебре стал новым премьер-министром.

## Результаты

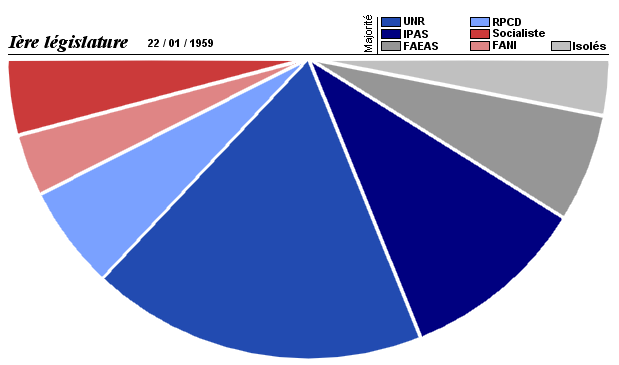
Распределение голосов по партиям.

| Партии и коалиции | Партии и коалиции                                                                           | Сокр. | Голоса     | %    | Места |
| ----------------- | ------------------------------------------------------------------------------------------- | ----- | ---------- | ---- | ----- |
|                   | Союз за Новую республику (Union pour la nouvelle République)                                | UNR   | 3 603 958  | 17,6 | 189   |
|                   | Французская секция Рабочего интернационала (Section française de l'Internationale ouvrière) | SFIO  | 3 167 354  | 15,5 | 40    |
|                   | Национальный центр независимых и крестьян (Centre national des indépendants et paysans)     | CNIP  | 2 815 176  | 13,7 | 132   |
|                   | Прочие правые                                                                               |       | 2 395 751  | 11,8 | 81    |
|                   | Народное республиканское движение (Mouvement républicain populaire)                         | MRP   | 1 858 380  | 9,1  | 57    |
|                   | Радикальная партия (Parti radical) и союзники                                               | PR    | 1 669 890  | 8,4  | 35    |
|                   | Всего "Большинство за Пятую республику"                                                     |       | 15 510 509 | 76,2 | 534   |
|                   | Французская коммунистическая партия (Parti communiste français)                             | PCF   | 3 882 204  | 18,9 | 10    |
|                   | крайне-правые                                                                               |       | 669 518    | 3,3  | -     |
|                   | Союз демократических сил (Union des forces démocratiques)                                   | UFD   | 347 298    | 1,7  | 2     |
|                   | Не участвовало: 22.9% (тур 1), 29.3% (тур 2)                                                |       |            |      |       |